# Ямамото, Сота
Сота Ямамото (яп. 山本 草太 Ямамото Сота, род. 10 января 2000, Кисивада, Япония) — японский фигурист, выступающий в одиночном катании. Серебряный призёр финала Гран-при (2022), победитель Универсиады (2023), бронзовый призёр чемпионата Японии (2024), победитель юношеских Олимпийских игр (2016).
По состоянию на 15 декабря 2024 года занимает 10-е место в рейтинге Международного союза конькобежцев.

## Карьера
Сота Ямамото родился 10 января 2000 года в Кисиваде. В возрасте пяти лет начал кататься на коньках.

### Юниорский период
В августе 2013 года впервые выступил на соревновании юниорской серии Гран-при, на этапе в Латвии он занял одиннадцатое место. На чемпионате Японии среди юниоров занял пятое место, среди взрослых стал четырнадцатым.
В новом сезоне 2014/15 выступил на двух этапах юниорского Гран-при: и во Франции, и в Эстонии завоевал серебряные медали и сумел квалифицироваться в финал юниорского Гран-при. В финале юниорского Гран-при выиграл короткую программу, в произвольной программе стал третьим и сумел выиграть серебряную медаль. На юниорском чемпионате Японии выиграл серебряную медаль, на национальном чемпионате среди взрослых занял шестое место.
В сентябре 2015 года на этапе юниорского Гран-при в США завоевал бронзовую медаль, на этапе в Польше одержал победу. В финале юниорского Гран-при, заняв третье место в короткой программе и четвёртое — в произвольной, завоевал бронзовую медаль. В ноябре одержал победу на чемпионате Японии среди юниоров 2015 года, среди взрослых стал шестым. В феврале 2016 года Ямамото выступил на юношеских Олимпийских играх. Он выиграл короткую программу, в произвольной программе стал третьим, по результатам двух программ одержал победу. Ямамото был заявлен на чемпионат мира среди юниоров, однако незадолго до соревнований сломал правую лодыжку и не смог выступить на турнире. 
В сезоне 2016/17 не принимал участие на соревнованиях.

### Сезон 2017—2022
В декабре 2017 года вернулся на соревнования, выступив на чемпионате Японии, где занял девятое место.
В августе 2018 года выиграл золотую медаль на турнире Asian Open Trophy 2018. На NHK Trophy 2018 дебютировал в серии Гран-при среди взрослых и занял шестое место. На чемпионате Японии занял девятое место. Завершил сезон в феврале 2019 года, завоевав золотую медаль на турнире Challenge Cup.
В начале нового сезона 2019/20 выиграл серебряные медали на двух турнирах серии «челленджер»: на U.S. Classic и на Finlandia Trophy. На чемпионате Японии 2020 года занял седьмое место.
В сезоне 2020/21 выступил на турнире Japan Open за команду «Синих», в составе команды завоевал золотую медаль. На NHK Trophy 2020 занял восьмое место, чемпионат Японии завершил на девятом месте.
Сезон 2021/22 вновь начал на Japan Open, в произвольной программе занял четвёртое место, в составе команды «Синих» завоевал золото. Выступил на двух этапах Гран-при: и на Skate Canada, и на NHK Trophy занял седьмое место. В ноябре 2021 года одержал победу на «челленджере» Warsaw Cup. На чемпионате Японии занял восьмое место. Завершил сезон, завоевав бронзовую медаль на Challenge Cup.

### Сезон 2022—2023
Новый сезон Ямамото начал с выступления на этапе Гран-при во Франции. Он выиграл короткую программу, в произвольной программе стал третьим, уступив французу Адаму Сяо Хим Фа и южнокорейцу Сихёну Ли. По результатам двух программ завоевал серебряную медаль. На втором этапе Гран-при NHK Trophy снова выиграл короткую программу с новым личным рекордом в 96,49 балла. В произвольной программе стал шестым, по итогам двух программ завоевал серебряную медаль. Занятые вторые места на этапах Гран-при позволили ему впервые в карьере отобраться в финал серии Гран-при. В финале Гран-при в Турине в короткой программе чисто исполнил четверной тулуп в каскаде с тройным, четверной сальхов, тройной аксель и занял промежуточное второе место. В произвольной без ошибок исполнил три четверных прыжка, допустил помарку только на сольном тройном акселе и стал третьим, установив новый личный рекорд в 179,49 балла. По сумме двух программ также улучшил свой рекорд, с результатом в 274,35 балла завоевал серебряную медаль, уступив лишь соотечественнику Сёме Уно. 
На чемпионате Японии занимал третье место после короткой программы, в произвольной программе стал седьмым, в итоговом зачёте занял пятое место. После национального чемпионата был включен в состав японской сборной на чемпионат мира в Сайтаме.
В январе 2023 года выступил на зимней Универсиаде. Ямамото выиграл и короткую, и произвольную программу, с преимуществом в более тридцати баллов от второго места одержал победу. В конце февраля завоевал серебряную медаль на турнире Challenge Cup.
В Сайтаме впервые в своей карьере выступил на чемпионате мира. С множеством ошибок выступил в короткой и произвольной программах и завершил турнир на пятнадцатом месте.

## Программы
| Сезон     | Короткая программа                                                               | Произвольная программа                                                                                         | Показательные номера                                                      |
| --------- | -------------------------------------------------------------------------------- | --- | ------------------------------------------------------------------------- |
| 2024—2025 | - «Split, Postcards From Far Away» Эцио Боссо хореография: Бенуа Ришо            | - «Melting» Николай Картозия - «Sogno di Volare («The Dream of Flight»)» Кристофер Тин хореография: Лори Никол | - «Beat It» Майкл Джексон в исполнении Фудзи Казе хореография: Мисао Сато |
| 2023—2024 | - «Chameleon» Мейнард Фергюсон хореография: Дэвид Уилсон                         | - «Exogenesis: Symphony Part 3» Muse хореография: Кэндзи Миямото                                               | - «Teeth» 5 Seconds of Summer хореография: Мисао Сато                     |
| 2022—2023 | - «Yesterday» The Beatles в исполнении Майкла Болтона хореография: Михоко Хигути | - «Концерт для фортепиано № 2» Сергей Рахманинов хореография: Акико Судзуки                                    | - «Poeta» Висенте Амиго хореография: Кэндзи Миямото                       |
| 2021—2022 | - «Yesterday» The Beatles в исполнении Майкла Болтона хореография: Михоко Хигути | - «Io Ci Saro» Дэвид Фостер, Уолтер Афанасьефф в исполнении Андреа Бочелли хореография: Михоко Хигути          | - «You’re Beautiful» Джеймс Блант                                         |
| 2020—2021 | - «Очи чёрные» в исполнении 101 Strings Orchestra хореография: Кэндзи Миямото    | - «Дракон: История жизни Брюса Ли» Рэнди Эдельман хореография: Кэндзи Миямото                                  |                                                                           |
| 2019—2020 | - «К востоку от рая» Ли Холдридж хореография: Паскуале Камерленго                | - «In This Shirt» The Irrepressibles хореография: Паскуале Камерленго                                          | - «You’re Beautiful» Джеймс Блант                                         |
| 2018—2019 | - «Air on the G String» Иоганн Себастьян Бах хореография: Кэндзи Миямото         | - «Nobunaga Concerto» Таку Такахаси хореография: Кэндзи Миямото                                                | - «Anthem» в исполнении Джоша Гробана хореография: Акико Судзуки          |
| 2017—2018 | - «Anthem» в исполнении Джоша Гробана хореография: Акико Судзуки                 | - «Джекилл и Хайд» Фрэнк Уайлдхорн, Стив Куден хореография: Кэндзи Миямото                                     |                                                                           |
| 2015—2016 | - «Poeta» Висенте Амиго хореография: Кэндзи Миямото                              | - «Концерт для фортепиано № 1» Пётр Чайковский хореография: Кэндзи Миямото                                     | - «Love Theme» Джозеф Каллейя                                             |
| 2014—2015 | - «Концерт для фортепиано» Сергей Рахманинов хореография: Юко Хонго              | - «Lorelei» Рауль Ди Бласио хореография: Юко Хонго                                                             | - «Love Theme» Джозеф Каллейя - «Technijin» Митиру Осима                  |
| 2013—2014 | - «Technijin» Митиру Осима хореография: Юко Хонго                                | - «Lorelei» Рауль Ди Бласио хореография: Юко Хонго                                                             |                                                                           |

## Спортивные достижения
| Соревнования                        | 13/14         | 14/15         | 15/16         | 17/18         | 18/19         | 19/20         | 20/21         | 21/22         | 22/23         | 23/24         | 24/25         |
| Международные                       | Международные | Международные | Международные | Международные | Международные | Международные | Международные | Международные | Международные | Международные | Международные |
| ----------------------------------- | ------------- | ------------- | ------------- | ------------- | ------------- | ------------- | ------------- | ------------- | ------------- | ------------- | ------------- |
| Чемпионат мира                      |               |               |               |               |               |               |               |               | 15            |               |               |
| Чемпионат четырёх континентов       |               |               |               |               |               |               |               |               |               | 4             |               |
| Финал Гран-при                      |               |               |               |               |               |               |               |               | 2             |               |               |
| Этап Гран-при. NHK Trophy           |               |               |               |               | 6             | 6             | 8             | 7             | 2             |               |               |
| Этап Гран-при. Skate Canada         |               |               |               |               |               |               |               | 7             |               | 1             | 4             |
| Этап Гран-при. Cup of China         |               |               |               |               |               |               |               |               |               | 6             |               |
| Этап Гран-при. Grand Prix de France |               |               |               |               |               |               |               |               | 2             |               |               |
| Этап Гран-при. Финляндия            |               |               |               |               |               |               |               |               |               |               | 4             |
| CS Finlandia Trophy                 |               |               |               |               | 9             | 2             |               |               |               |               |               |
| CS Nebelhorn Trophy                 |               |               |               |               |               |               |               |               |               |               | 1             |
| CS Autumn Classic                   |               |               |               |               |               |               |               |               |               | 4             |               |
| CS Asian Open Trophy                |               |               |               |               | 1             |               |               |               |               |               |               |
| CS Warsaw Cup                       |               |               |               |               |               |               |               | 1             |               |               |               |
| CS U.S. Classic                     |               |               |               |               |               | 2             |               |               |               |               |               |
| Универсиада                         |               |               |               |               |               |               |               |               | 1             |               | 6             |
| Challenge Cup                       |               |               |               |               |               |               |               | 3             | 2             |               |               |
| Coupe du Printemps                  |               |               |               | 5             |               |               |               |               |               |               |               |
| Международные среди юниоров         |               |               |               |               |               |               |               |               |               |               |               |
| Чемпионат мира среди юниоров        |               | 3             |               |               |               |               |               |               |               |               |               |
| Юношеские Олимпийские игры          |               |               | 1             |               |               |               |               |               |               |               |               |
| Финал юниорского Гран-при           |               |               | 3             |               |               |               |               |               |               |               |               |
| Этап Гран-при. Польша               |               |               | 1             |               |               |               |               |               |               |               |               |
| Этап Гран-при. Франция              |               | 2             |               |               |               |               |               |               |               |               |               |
| Этап Гран-при. Эстония              |               | 2             |               |               |               |               |               |               |               |               |               |
| Этап Гран-при. США                  |               |               | 3             |               |               |               |               |               |               |               |               |
| Этап Гран-при. Латвия               | 11            |               |               |               |               |               |               |               |               |               |               |
| Coupe du Printemps                  | 1             |               |               |               |               |               |               |               |               |               |               |
| Командные                           |               |               |               |               |               |               |               |               |               |               |               |
| Japan Open                          |               |               |               |               |               |               | 1             | 1             |               |               |               |
| Национальные                        |               |               |               |               |               |               |               |               |               |               |               |
| Чемпионат Японии                    | 14            | 6             | 6             | 9             | 9             | 7             | 9             | 8             | 5             | 3             | 10            |
| Чемпионат Японии среди юниоров      | 5             | 2             | 1             |               |               |               |               |               |               |               |               |
| CS — турнир серии «челленджер»      |               |               |               |               |               |               |               |               |               |               |               |